# 토리노 광역시

토리노 광역시의 위치

토리노 광역시(이탈리아어: Città metropolitana di Torino)는 이탈리아 피에몬테주에 위치한 광역시로 중심 도시는 토리노이며 면적은 6,827km2, 인구는 2,283,749명(2015년 9월 30일 기준), 인구 밀도는 330명/km2이다. 2015년 1월 1일을 기해 실시된 행정 구역 개편에 따라 토리노현에서 토리노 광역시로 개편되었다.

## 같이 보기
- 토리노도
- 토리노의 수의
- 사보이아가
- 이탈리아어
- 피에몬테어
- 프랑코프로방스어